# Exaceae
Exaceae, biljni tribus, dio porodice sirištarki. Sastoji se od sedam podtribusa  čiji je tipični rod eksakum (Exacum) sa sedamdesetak vrsta dvogodišnjeg raaslinja iz tropske Afrike, Azije i sjeverne Australije.

## Rodovi:
Tribus Exaceae Colla
1. Sebaea Sol. ex R. Br. (51 spp.)
2. Tachiadenus Griseb. (11 spp.)
3. Exacum L. (74 spp.)
4. Gentianothamnus Humbert (1 sp.)
5. Ornichia Klack. (3 spp.)
6. Klackenbergia Kissling (2 spp.)
7. Exochaenium Griseb. (21 spp.)

## Vanjske poveznice
|  | Zajednički poslužitelj ima još gradiva o temi Exaceae |
|  | Wikivrste imaju podatke o taksonu Exaceae             |